# Mionochroma elegans
Espèce
Synonymes
- Callichroma (Mionochroma) elegans (Olivier) Schmidt, 1924
- Callichroma elegans Aurivillius, 1912
- Callichroma elegans Blackwelder, 1946
- Callichroma elegans Dejean, 1835
- Callichroma elegans Duffy, 1960
- Callichroma elegans Fleutiaux & Sallé, 1889
- Callichroma elegans (Olivier) Fletiaux & Sallé, 1889
- Callichroma elegans Gahan, 1895
- Callichroma elegans Gemminger & Harold, 1872
- Callichroma elegans Lacordaire, 1869
- Callichroma elegans Leng & Mutchler, 1914
- Callichroma elegans Leng & Mutchler, 1917
- Callichroma elegans Monné, 1993
- Callichroma elegans Schmidt, 1924
- Callichroma elegans White, 1853
- Callichroma elegans Woodruff & al., 1998
- Callichroma elegans var. gahani Blackwelder, 1946
- Callichroma elegans var. gahani Leng & Mutchler, 1914
- Cerambix elegans Olivier, 1795
- Cerambyx elegans Fabricius, 1793
- Cerambyx elegans Fabricius, 1801
- Cerambyx elegans Olivier, 1790
- Cerambyx elegans Schönherr, 1817
- Mionochroma elegans var. gahani Aurivillius 1912

Mionochroma elegans est une espèce de coléoptères de la famille des Cerambycidae.
L'espèce est trouvée dans les Antilles (Guadeloupe, Grenade, Dominique et Sainte-Lucie). 